# Hovedstadens Letbane

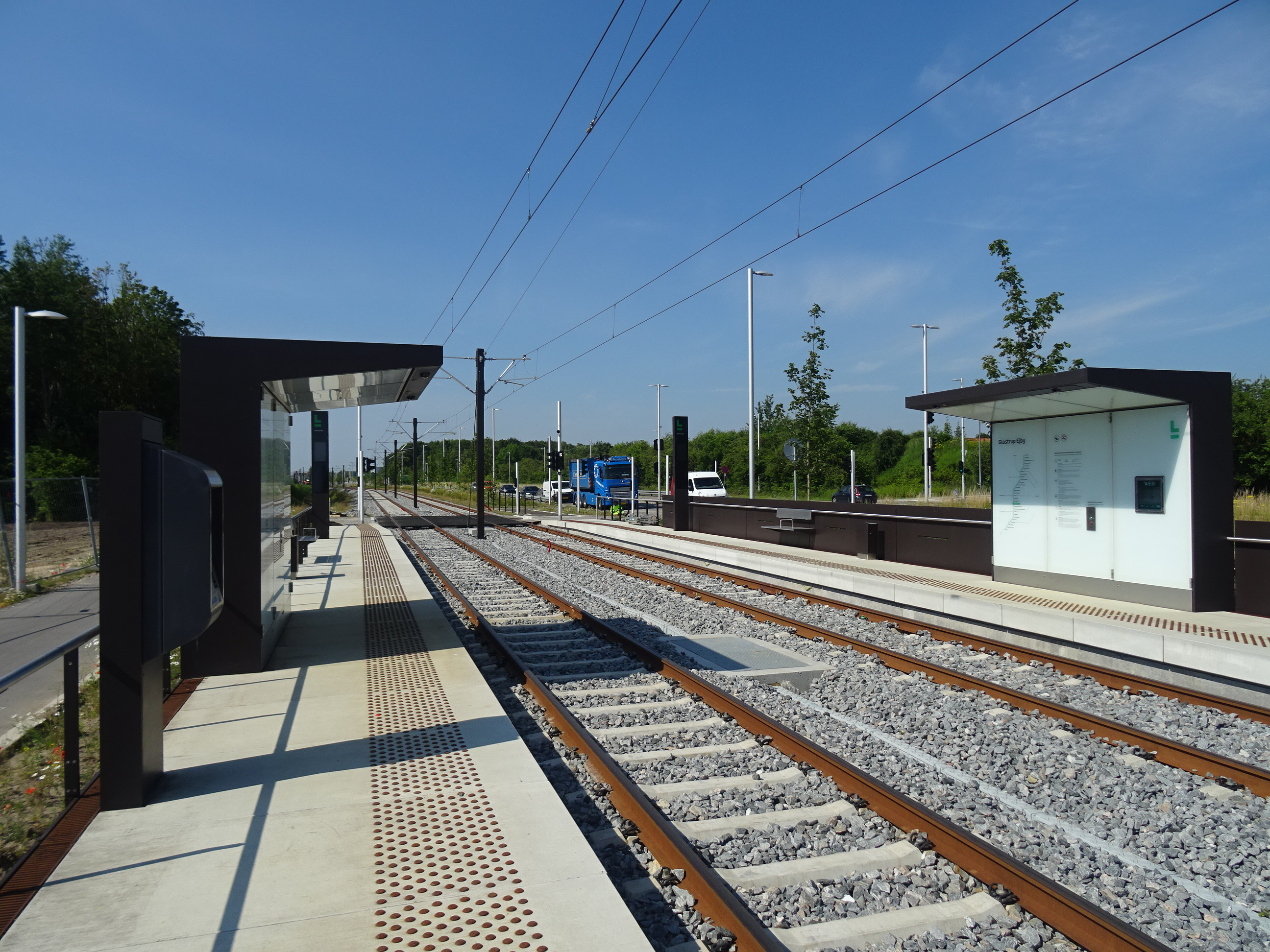
Glostrup Ejby

Hovedstadens Letbane, tidigare benämnd Ring 3 Letbane, är en snabbspårväg som håller på att byggas genom åtta kommuner utanför Köpenhamn, i Hovedstadsområdet.

## Historia och tidsplan
I februari 2018 skrev Region Hovedstaden och 11 kommuner ett bindande avtal om att banan ska byggas. Bygget påbörjades under sommaren 2018 och förväntas pågå till 2025.
Den första delen av spårvägen mellan Ishøj och Rødovre Nord beräknas öppna hösten 2025. Resten av sträckan till Lundtofte beräknas vara klar sommaren 2026.

## Sträckning
Den är tänkt att gå från Lundtofteparken i Lyngby-Taarbæk kommun i norr, via bland annat Danmarks Tekniske Universitet, Lyngby Storcenter, Herlev Hospital och Rigshospitalet – Glostrup till Ishøj i söder, ungefär parallellt med den regionala trafikleden Ring 3. 
Bytesmöjlighet till S-tågen planeras kunna ske i Lyngby (på Nordbanen), Buddinge (Hareskovbanen), Herlev (Frederikssundbanen), Glostrup (Vestbanen), Vallensbæk (Køge Bugt-banen) och Ishøj (Køge Bugt-banen).

### Stationer
| Kommun         | Station                 | Restid | Restid |
| -------------- | ----------------------- | ------ | ------ |
| Lyngby-Taarbæk | Lundtofte               | 0      | 9 min  |
| Lyngby-Taarbæk | Rævehøjvej              | 1      | 9 min  |
| Lyngby-Taarbæk | Anker Engelunds Vej DTU | 3      | 9 min  |
| Lyngby-Taarbæk | Akademivej DTU          | 5      | 9 min  |
| Lyngby-Taarbæk | Fortunbyen              | 7      | 9 min  |
| Lyngby-Taarbæk | Lyngby Centrum          | 10     | 9 min  |
| Lyngby-Taarbæk | Lyngby                  | 11     | 9 min  |
| Lyngby-Taarbæk | Lyngby                  | 11     | 7 min  |
| Gladsaxe       | Gammelmosevej           | 15     |        |
| Gladsaxe       | Buddinge                | 17     |        |
| Gladsaxe       | Buddinge                | 17     | 11 min |
| Gladsaxe       | Gladsaxe Rådhus         | 18     |        |
| Gladsaxe       | Gladsaxevej             | 20     |        |
| Gladsaxe       | Gladsaxe Trafikplads    | 21     |        |
| Gladsaxe       | Dynamovej               | 23     |        |
| Herlev         | Herlev Hospital         | 25     |        |
| Herlev         | Herlev Bymidte          | 27     |        |
| Herlev         | Herlev                  | 28     |        |
| Herlev         | Herlev                  | 28     | 13 min |
| Herlev         | Herlev Syd              | 30     |        |
| Rødovre        | Rødovre Nord            | 31     |        |
| Glostrup       | Glostrup Ejby           | 33     |        |
| Glostrup       | Glostrup Nord           | 36     |        |
| Glostrup       | Glostrup Hospital       | 38     |        |
| Glostrup       | Glostrup                | 43     | 2 min  |
| Brøndby        | Kirkebjerg              | 46     | 9 min  |
| Brøndby        | Brøndbyvester           | 48     | 9 min  |
| Vallensbæk     | Delta Park              | 51     | 9 min  |
| Vallensbæk     | Vallensbæk              | 52     | 9 min  |
| Vallensbæk     | Vallensbæk              | 52     | 5 min  |
| Vallensbæk     | Strandhaven             | 54     |        |
| Ishøj          | Ishøj Strand ARKEN      | 55     |        |
| Ishøj          | Ishøj                   | 58     |        |